# 14-я военная школа лётчиков
14-я военная школа пилотов (Энгельское военно-авиационное училище, Энгельская военная авиационная школа пилотов, Энгельская военная авиационная школа пилотов им. М. Расковой) — военное учебное заведение, осуществлявшее подготовку лётного состава ВВС РККА в 1930—1956 годах.

## История наименований
- 14-я военная авиационная школа (15.12.1930);
- Энгельсская школа лётчиков;
- Энгельсская школа лётчиков имени М. М. Расковой (1943);
- Энгельсское военное авиационное училище имени М. М. Расковой (1945);
- Тамбовское военное авиационное училище лётчиков имени М. М. Расковой (1956)
- Тамбовское высшее военное авиационное училище лётчиков имени Героя Советского Союза М. М. Расковой (1959)
- Тамбовское Краснознамённое высшее военное авиационное училище лётчиков имени Героя Советского Союза М. М. Расковой (1981).

## История и боевой путь
14-я военная школа пилотов сформирована на основе Директивы НКО СССР А1/017821 от 15 декабря 1930 года «О создании 14-й Военной школы пилотов…» с дислокацией в городе Энгельсе (до 1931 года — Покровская Слобода), Саратовской области.

В 1931 году в 1,5 км от Энгельса, на пустыре, началось строительство военной школы пилотов. На стройке работало около 10 тысяч человек. К концу 1931 года в эксплуатацию были введены: корпус для размещения красноармейцев и курсантов, корпус для размещения начальствующего состава, курсантская столовая.
7 декабря 1931 был издан приказ № 1 о начале формирования лётных подразделений. К 31 декабря 1931 года укомплектование лётных подразделений инструкторским составом и распределение самолётного парка между подразделениями было завершено. Первые курсанты прибыли в школу 15 января 1932 года. Основная масса курсантов прибыла из Ленинградской Военно-теоретической школы Красного Воздушного Флота после окончания теоретической подготовки. Дополнительно был произведён отбор и направление в школу наиболее успевающих студентов из ВУЗов страны. С 27 января 1932 года курсанты были включены в состав учебных эскадрилий и приступили к наземной подготовке к полётам. 16 февраля 1932 года начались тренировочные полёты с курсантами на самолётах У-2.

30 октября 1934 года. Работа на дороге от Энгельса до школы (фото 1)

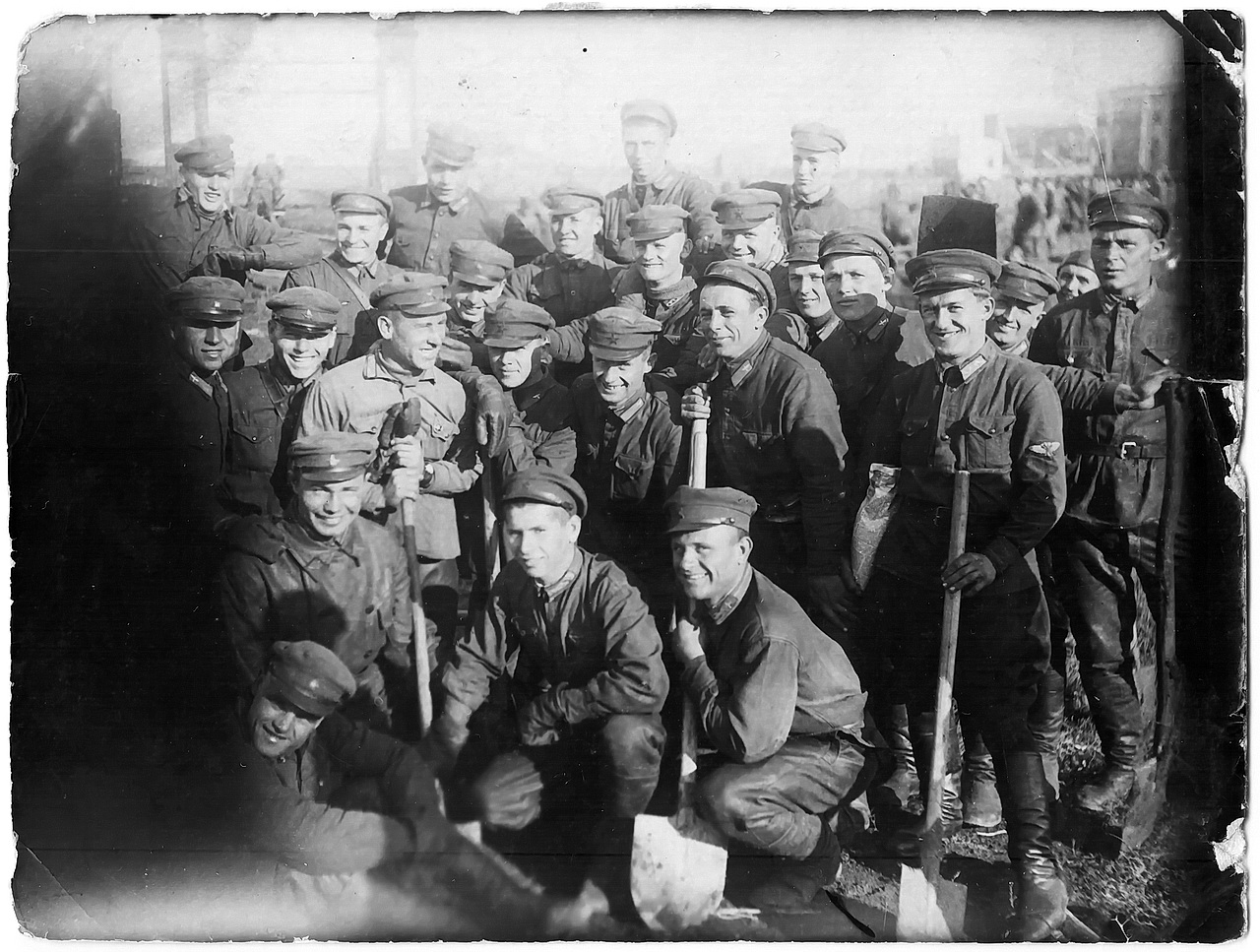
30 октября 1934 года. Работа на дороге от Энгельса до школы (фото 2)

8 июля 1932 года курсант Михаил Новокщенов выполнил первый в истории школы самостоятельный полёт. Его инструктором был командир РККА — лётчик Николай Жадейко. Через три месяца после вылета курсанта Новокщенова состоялся выпуск группы наиболее подготовленных курсантов. На 1 января 1933 года в школе находилось 70 самолётов Р-1.
1 августа 1933 года состоялся первый массовый выпуск 254-х курсантов в звании командир РККА — младший лётчик самолёта Р-1. В дальнейшем подготовка курсантов проводилась на самолётах У-2, Р-1, Р-5, И-15, И-16.
К 1936 году школа стала одной из лучших среди лётных школ страны. Итоговым приказом Народного Комиссара обороны СССР за 1937 год 14 Военная школа пилотов переименовывается в «Энгельское военно-авиационное училище». лётчиков (ЭВАУЛ). Училищу устанавливается годовой праздник, день его образования — 31 декабря 1931 года.
С 1939 года училище переходит на подготовку лётчиков-бомбардировщиков на самолёте СБ.

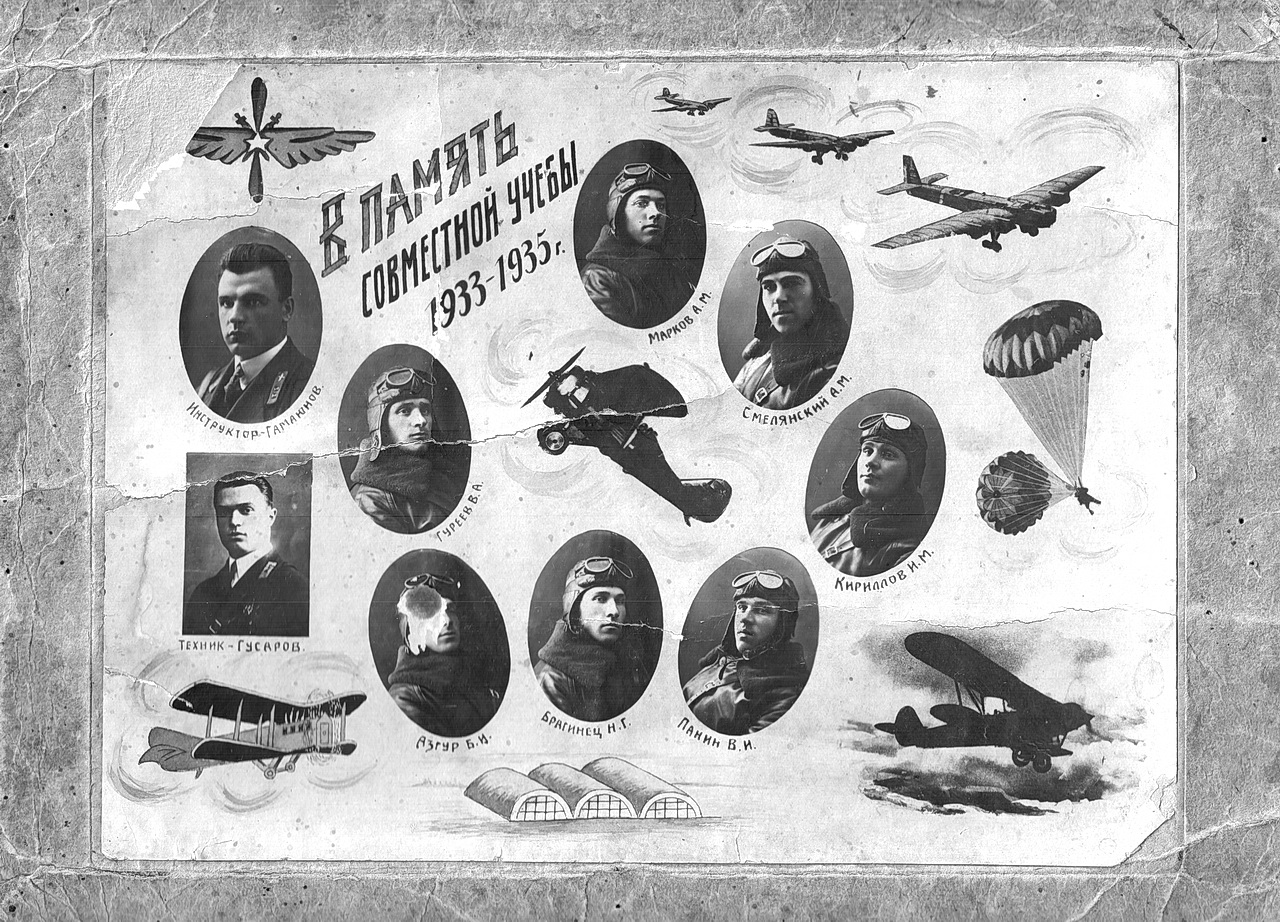
Выпуск 1935 года

Многие выпускники училища отличились при выполнении интернационального долга в воздушных боях над Испанией, защищая небо Родины в военных конфликтах на озере Хасан, на реке Халхин-Гол, в войне с белофиннами.
В воздушных боях в небе Испании выпускник 1933 года, старший лётчик отдельной истребительной авиационной эскадрильи испанской республиканской армии майор Иван Алексеевич Лакеев совершил 312 боевых вылетов, провёл 50 воздушных боёв, лично сбил 12 и 16 самолётов противника в группе. Он стал первым выпускником училища, удостоенным Указом Президиума Верховного Совета СССР от 3 ноября 1937 года, звания Героя Советского Союза.
В боях в районе реки Халхин-Гол первый воздушный таран на встречных курсах совершил выпускник училища 1933 года, командир эскадрильи 22 иап старший лейтенант Витт Фёдорович Скобарихин. В ходе боев он совершил 169 боевых вылетов, в 26 воздушных боях сбил 11 самолётов противника. 29 августа 1939 года за мужество и воинскую доблесть, проявленные в боях со врагами, был удостоен звания Героя Советского Союза.
В воздушных боях с белофиннами плеяду Героев Советского Союза умножили питомцы училища: выпускник 1933 года, командир эскадрильи 9 шап 7 армии Северо-западного фронта капитан Владимир Игнатьевич Белоусов, совершивший 30 боевых вылетов на бомбардировку войск противника; выпускник 1935 года, командир звена 3 лбап и 63 сбап старший лейтенант Николай Григорьевич Брагинец, совершивший 34 боевых вылета на бомбардировщиках Р-5 и СБ; штурман эскадрильи 49 иап 14-й саб ВВС 8-й армии старший лейтенант Владимир Николаевич Пешков, к марту 1940 года совершивший 99 боевых вылетов в тыл противника на разведку и штурмовку военных объектов, в воздушных боях сбивший лично 3 вражеских самолёта и 1 в группе (я не нашёл подтверждение того, что В. Н. Пешков заканчивал 14-ю военную школу, возможно речь идёт о Пешкове Владимире Никитиче?).
С 1 мая 1940 года в училище организована подготовка стрелков-радистов (Приказ НКО СССР № 008 от 14 марта 1940 года «О подготовке летно-технических кадров ВВС Красной Армии в 1940 году»)  Во второй половине 1940 года училище передаётся из Управления высших учебных заведений Красной Армии в подчинение Начальнику главного управления ВВС. В 1941 году училище переходит на новую систему подготовки (Приказ НКО СССР № 080 от 3 марта 1941 года «Об установлении системы подготовки и порядка комплектования ВУЗов ВВС и улучшении качества подготовки летного и технического состава») В предвоенный период в стенах училища было подготовлено более 4-х тысяч лётчиков.

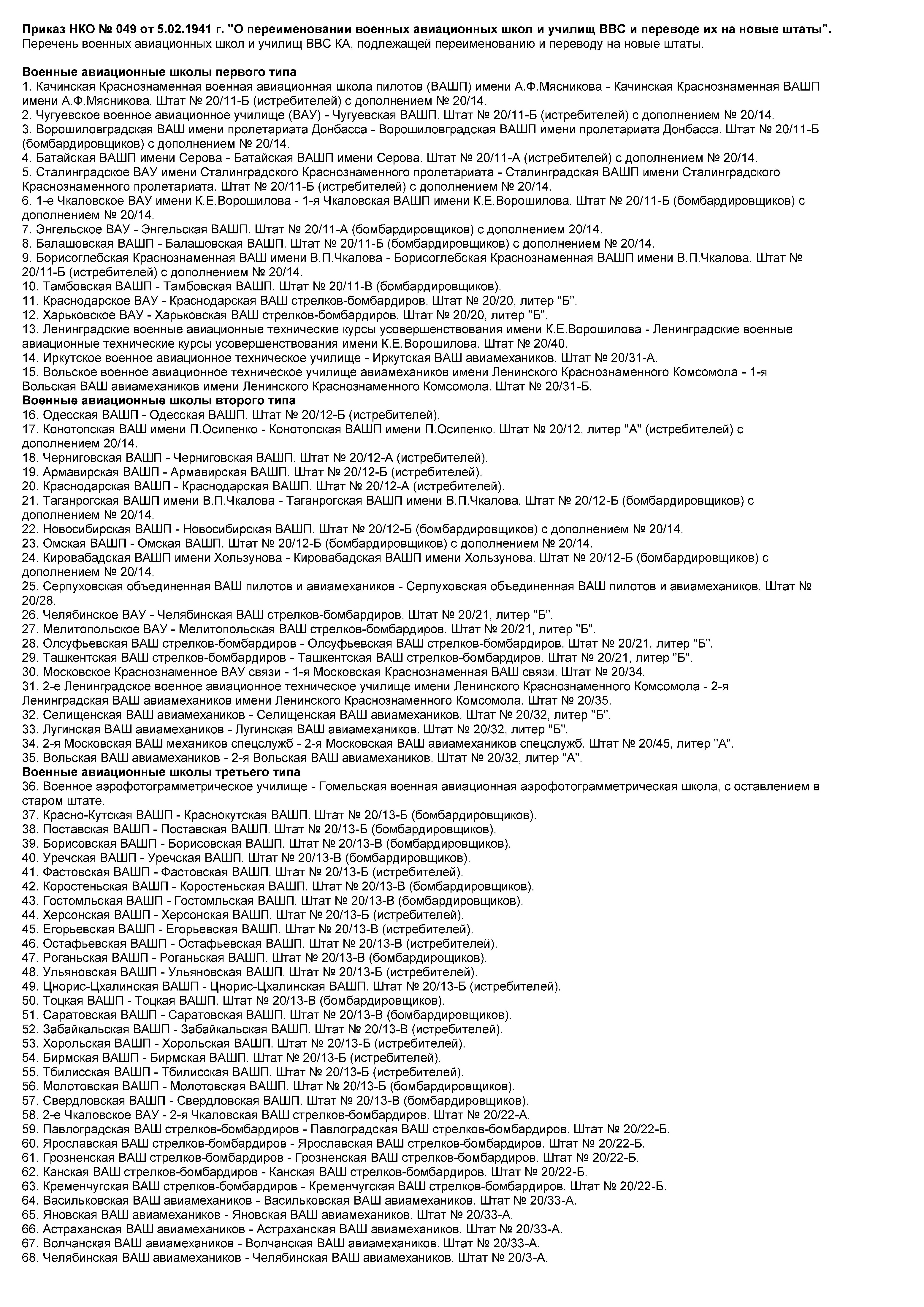

Согласно приказу НКО СССР от 05.02.1941 № 049 «О переименовании военных авиационных школ и училищ ВВС и переводе их на новые штаты» училище стало именоваться «Энгельская военная авиационная школа пилотов» (Энгельская ВАШП. Штат № 20/11-А (бомбардировщиков) с дополнением 20/14).
С началом Великой Отечественной войны в школе решались задачи подготовки лётчиков для фронта. 22 июня 1941 года выпускник школы, заместитель командира эскадрильи 127 иап 11 сад Западного особого военного округа старший лейтенант Пётр Александрович Кузьмин совершил 5 боевых вылетов на истребителе И-153, сбил 1 самолёт противника. В этот же день, в 20.10, в воздушном бою в районе села Каменка Гродненской области, расстреляв весь боекомплект, будучи тяжело раненным, таранил истребитель Me-109 (предположительно командира истребительной эскадры JG27 майора Вольфганга Шельмана (Wolfgang Schellmann)) и погиб смертью героя. Выпускник 1933 года, командир эскадрильи 22 дбап 81 дбад капитан Василий Гаврилович Тихонов в августе 1941 года во главе своей эскадрильи в составе особой группы майора В. И. Щелкунова совершил 4 успешных налёта на Берлин. Указом Президиума Верховного Совета СССР от 16 сентября 1941 года ему было присвоено звание Героя Советского Союза.
. Бывший лётчик-инструктор школы майор Владимир Васильевич Землянский 7 августа 1942 года в районе Сталинграда был подбит и направил горящую машину на скопление немецкой боевой техники, погибнув при взрыве. Указом Президиума Верховного Совета СССР от 5 ноября 1942 года посмертно был удостоен звания Героя Советского Союза.
К концу 1941 года были сформированы, подготовлены и отправлены на фронт девять маршевых авиационных полков, на вооружении которых были самолёты И-15, И-16, И −153, Миг-1, По-2, Р-5, СБ, ДБ-3М, ДБ-3Ф; были организованы курсы подготовки комиссаров авиационных полков. За период войны было обучено и отправлено на фронт около 500 летчиков — комиссаров полков. Также были организованы курсы стрелков — радистов для самолётов штурмовой и бомбардировочной авиации. В период боёв под Сталинградом, технический состав обеспечивал боевые вылеты с полевых аэродромов школы самолётов ДБ-3Ф полков дальней бомбардировочной авиационной дивизии, лётно-инструкторский состав школы привлекался к отражению налётов фашистской авиации на города Энгельс и Саратов, к ведению воздушной разведки. В конце 1941 года постановлением НКО СССР командованию школы была поставлена задача по организации обучения курсантов — лётчиков на самолёты Пе-2.
Особую роль сыграла школа в формировании и подготовке женских авиационных полков. В соответствии с Приказом НКО СССР № 0099 от 8 октября 1941 года «О сформировании женских авиационных полков ВВС Красной Армии» на базе школы было сформировано три женских авиационных полка:
«В целях использования женских летно-технических кадров ПРИКАЗЫВАЮ с 1 декабря 41 г. сформировать и подготовить к боевой работе:

I. 586 истребительный авиационный полк на самолётах Як-1 по штату № 015/ 174, дислокация г. Энгельс.

II. 587 авиационный полк ближних бомбардировщиков на самолётах СУ-2 при ЗАПе (Каменка).

III. 588 ночной авиационный полк на самолётах У-2 по штату № 015/186, дислокация — г. Энгельс.

IV. Командующим ВВС Красной Армии укомплектовать формируемые авиаполки самолётами и летно-техническим составом из числа женщин кадра ВВС КА, ГВФ и Осовиахима.

V. Переподготовку летного состава на новой матчасти организовать и проводить:- летного состава — в пунктах формирования авиаполков;- технического состава — при пункте сбора ЛТСМ г. Москва;- штурманского и командиров штабов — при 2-й Ивановской Высшей штурманской школе ВВС КА.

Главному Интенданту Красной Армии и Начальникам Центральных Управлений НКО СССР обеспечить формируемые авиаполки всеми видами положенного довольствия.

Народный Комиссар Обороны Союза ССР И.Сталин».
Формирование полков проводилось под руководством Героя Советского Союза Марины Михайловны Расковой. Позднее Раскова была назначена командиром 587-го бап. 4 января 1943 года Герой Советского Союза М. М. Раскова, выполняя ночью в сложных метеорологических условиях перегонку самолёта в состав маршевого полка, трагически погибла. Указом Президиума Верховного Совета СССР от 15 февраля 1943 года школе было присвоено её имя. 588-й ночной легкобомбардировочный авиаполк во время войны носил неофициальное название — «Ночные ведьмы».
Всего за годы войны выпускники школы совершили 14 воздушных таранов. 44 выпускника повторили подвиг Николая Гастелло, 16 из них посмертно удостоены звания Героя Советского Союза. Более двухсот выпускников стали Героями Советского Союза. Прославили школу выпускники Герои Советского Союза, лётчики — истребители Георгий Васильевич Зимин, Иван Иванович Пстыго, дважды Герои Советского Союза лётчики — штурмовики Мусса Гайсинович Гареев, Михаил Петрович Одинцов, Виктор Максимович Голубев (я не нашёл подтверждение того, что В. М. Голубев заканчивал 14-ю военную школу), отважные лётчицы — героини Мария Павловна Чечнёва, Евгения Андреевна Жигуленко, Ирина фёдоровна Себрова, Клавдия Яковлевна Фомичёва. В годы Великой Отечественной войны в школе было подготовлено более 5 тысяч военных лётчиков. Прошли переподготовку и обучение более 5 тысяч штурманов и стрелков — радистов. 18 мая 1944 года школе было вручено Боевое Знамя.
После окончания Великой Отечественной войны перед школой встала задача — на основе опыта полученного в годы войны продолжать совершенствовать подготовку военных лётчиков. В 1945 году начальником школы назначен генерал-майор авиации Илья Давидович Удонин. Подготовка военных лётчиков вплоть до 1951 года осуществлялась на винтовых самолётах УТ-2, Як-18, Ту-2, УТБ-2. С 1951 года началось бурное развитие реактивной авиации, личный состав приступил к освоению первого реактивного самолёта — фронтового бомбардировщика Ил-28. Первыми его освоили лётчики: полковник Верёвкин, капитаны Козлов и Сомов; инженеры и техники: капитан Ульянов, лейтенанты Запускалов и Рыков; преподаватели Рыбальченко, Ухватов, Чертенков. Перевооружение частей Дальней авиации на новые реактивные самолёты требовало строительства новых аэродромов. Генерал- майору Удонину была поставлена задача по поиску нового места дислокации и 14 декабря 1954 года, на основании Директивы Генерального штаба Советской Армии № 49556 от 3 июля 1954 года, школа в полном составе передислоцируется в город Тамбов.
По итогам боевой подготовки за 1955 год школа признаётся лучшей на территории Московского Военного округа. С января 1956 года училище переименовывается в Тамбовское авиационное училище лётчиков имени М. М. Расковой.
Период существования школы (училища): с 15.12.1930 г. по 23.10.1995 г.

## Командный состав
Начальники школы:
- полковник Мейер Алексей Петрович, 27.11.1931 — 1934 г.
- Горшков.
- полковник Багаев, Павел Егорович — с 23.07.1938.
- октябрь 1941 — март 1942 г.г.[5] — полковник Иван Логинович Фёдоров, 29.01.1902 г.р.,уроженец с. Цибулево, Херсонская губерния, Российская империя. В РККА с ноября 1921 года. Член ВКП(б) с 1926 года. Генерал-майор авиации (28.5.1943).
- Генерал-майор авиации Вагаев Павел Егорович — с 4.1.1941 по 6.12.1943 года;
- Майор Погодин Фёдор Дмитриевич (врио) — с 9.12.1943 по 15.2.1944 ;
- Полковник Лисов Митрофан Андреевич — с 21.2.1944 по 22.7.1945;

## Инструкторы

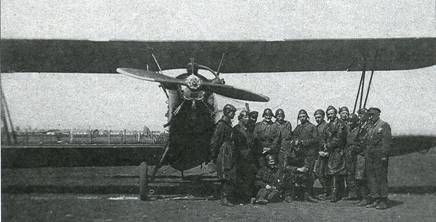
Летная группа инструктора Д.Никишина у самолёта У-2 № 28.

1. Никишин Дмитрий Тихонович (2.02.1910 г. — 16.04.2003 г.), уроженец д. Полянка Козельского уезда Калужской губернии (ныне Ульяновский район Калужская область). В РККА с июля 1929 г. С ноября 1931 г. по 1934 г. — инструктор-пилот, командир 2-й эскадрильи 14 ВАШП.

2. Стариков Пётр Васильевич, 6.10.1906 г.р., уроженец д. Атабаево Киясовского района Кировской обл. В РККА с 7.11.1928 г. С августа 1932 г. по январь 1936 г. — инструктор-лётчик 14 ВАШП. С января 1936 г. по апрель 1941 г. — командир звена Энгельсской ВАШП.
3. Леснов Василий Фёдорович,1917 г.р.,уроженец д. Чубалово Павловкого района Горьковской обл.,с 05.1936 г. по 02.1939 г. курсант Энгельского военноавиационного училища, с 02.1939 г. пл 02.1944 г. инструктор Энгельского ВАУ, с 02.1944 по 11.1945 г.г. командир звена, ст.лейтенант Энгельского ВАУ.

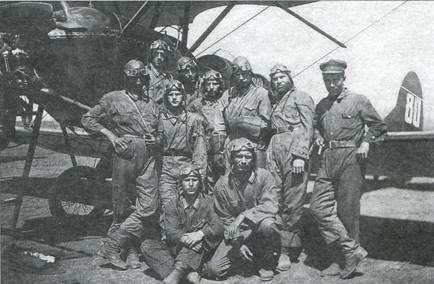
Д. Т. Никишин со своими курсантами. 10 июля 1932 г.

4. Гамаюнов

4. Майоров

5.Нуждин Николай иванович (2.01.1925-9.08.2001), уроженец г. Иртышск Павлодарской области (Казахстан). В РККА с 1942 г. В 1949 г. закончил Энгельскую ВАШП. 1949—1955 — лётчик-инструктор школы.

## Выпускники[6]
| Фамилия Имя Отчество            | Год рождения | Год поступления | Год выпуска | Место службы                                  | Дата смерти |
| ------------------------------- | ------------ | --------------- | ----------- | --------------------------------------------- | ----------- |
| Азгур Борис Исаакович           | 1909         | 1933            | 1935        | 30 гбап 18 ВА                                 |             |
| Аленькин Георгий Кузьмич        | 30.05.1914   | 1936            | 1940        | 779 бап                                       | 18.03.1943  |
| Алехнович Антон Адамович        | 2.04.14      | 1935            | 1938        | 6 гв.бап дд 6 гв.бад 1 гв. бак                | 29.12.1979  |
| Баймурзин Гаяз Исламетдинович   | 1913         | 1936            | 1940        | 13 гв.ап ДД                                   | 1948        |
| Балакирев Николай Михайлович    | 1922         | 1940            | 1941        | 218 шап                                       |             |
| Белоусов Владимир Игнатьевич    | 24.05.1908   | 1932            | 1933        | 198 шад                                       | 2.10.1981   |
| Блинов Павел Фёдорович          | 1920         | 1940            | 1941        | 141 гшап 9 гшад                               | 16.07.1998  |
| Брагинец Николай Фёдорович      | 11.12.1910   | 1933            | 1935        | ПНОО ЗФ ПВО                                   | 6.12.1985   |
| Буянов Виктор Николаевич        | 1912         | 1934            | 1937        | 7 гв.иад                                      | 1976        |
| Веремчук Николай Леонтьевич     | 17.05.1919   | 20.08.1937      |             |                                               | 19.07.1941  |
| Гареев Муса Гайсинович          | 9.07.1922    | 1940            | 1942        | 76 гшап 1гшад                                 | 17.09.1987  |
| Глушков Сергей Андреевич        | 25.09.1911   | 1933            | 1936        | 272 ИАП 6,4,7 САД                             | 18.10.1941  |
| Голубев Виктор Максимович       | 4.01.1916    | 1940            |             | 285 шап (58 гшап)                             | 17.05.1945  |
| Гуреев В. А.                    |              | 1933            | 1935        |                                               |             |
| Диденко Гавриил Власович        | 1908         | 1930            | 1933        | финск, 322 иад                                |             |
| Дранко Пётр Александрович       | 1913         | 1934            | 1937        | ф, 122 иад                                    | 1993        |
| Дудаков Александр Васильевич    | 7.03.1919    | 1936            | 1938        | ВОВ 125 бап — с 1943 г. — 15 гап дд 4 гад дд  | 20.04.2012  |
| Еряшев Борис Никандрович        | 1921         | 1940            | 1942        | 206 шад                                       |             |
| Екимов Александр Андреевич      | 20.07.1921   | 1940            | 1942        | 10зап,765шап,216аид,4ва                       | 14.11.42    |
| Жатьков, Анатолий Владимирович  | 1908         | 1932            | 1934        | 14 сад ВВС СФ                                 |             |
| Захаров, Виктор Николаевич      | 1919         | 1937            | 1941        | инстр; 306 шад                                | 11.05.1944  |
| Землянский Владимир Васильевич  | 21.10.1966   | 1933            | 1941        | 622 шап 228 шад 8 ВА                          | 7.08.1942   |
| Зимин Георгий Васильевич        | 6.05.1912    | 1933            | 1935        | 240 иад.                                      | 29.03.1997  |
| Зуев Михаил Александрович       | 1918         | 1937            |             |                                               |             |
| Иванов, Константин Васильевич   | 1922         | 1940            | 1941        | шад                                           |             |
| Ивашкин Василий Ильич           | 1908         | 1932            | 1934        | 608 бап                                       | 1942        |
| Лакеев Иван Алексеевич          | 23.02.1908   | 1931            | 1933        | 235 иад (15 гиад)                             | 15.08.1990  |
| Лядский Тимофей Сергеевич       | 1913         | 1935            | 1939        | шад                                           | 1995        |
| Мачин Михаил Григорьевич        | 1907         | 1931            | 1933        | 207 иад                                       | 1995        |
| Михайлов Леонид Васильевич      | 1906         | 1928            | 1933        | 10 сбап                                       | 04.07.1941  |
| Каминский Иван Илларионович     | 1919         | 1939            | 1941        | 10 орап                                       |             |
| Карасёв Антон Андреевич         | 25.02.1909   | 1932            | 1934        | 57 шап 8 баб БФ                               | 25.05.1980  |
| Кириллов Иван Моисеевич         | 1907         | 1933            | 1935        | 32 сбап 31 сад                                | 17.07.1941  |
| Кирсанов Иван Иванович          | 11.09.1913   | 1935            | 1938        | 20 гбап 13 гад 18 ВА                          | 7.09.1974   |
| Комардинкин Константин Петрович | 1918         | 1938            | ?           | 278 иад                                       | 17.04.1944  |
| Кадомцев Анатолий Иванович      | 1918         | 1937            | 1939        | 2 гв.шад                                      | 21.02.1944  |
| Колбеев Александр Никитич       | 20.06.1915   | 1936            | 1940        | 190 шап 214 шад 15 ВА                         | 16.03.2008  |
| Комлев Пётр Александрович       | 1921         | 1940            | 1942        | 289 шад                                       | 1945        |
| Котелков Александр Николаевич   | 1910         | 1933            | 1934        | 53 ад ДД                                      | 1985        |
| Кочетков Николай Павлович       | 25.02.1918   | 1938            | 1939        | 686 шап 289 шад                               | 27.08.2016  |
| Кривяков Николай Кузьмич        | 09.05.1911   |                 |             | 69 гв.иап 23 гв. иад 6 гв. иак                | 02.02.1984  |
| Кротков Николай Васильевич      | 1916         | 1936            | 1938        | 12 бап                                        | 15.01.1942  |
| Кузьмин Пётр Александрович      | 16.08.1908   | 1933            | 1936        | 127 иап 11 сад                                | 22.06.1941  |
| Куракин Николай Семёнович       | 1914         | 1934            | 1937        | 42 дбад=53 ад ДД                              | 17.07.1943  |
| Лакеев Иван Алексеевич          | 23.02.1908   | 1931            | 1933        | 15 гиад (235 иад)                             | 15.08.1990  |
| Марков А. М.                    |              | 1933            | 1935        |                                               |             |
| Марковцев Степан Харитонович    | 20.11.1911   | 1939            | 1940        | 208 шап 227 шад, 8 шак, 8 ВА                  | 8.04.1982   |
| Маркуца Павел Андреевич         | 1907         | 1929            | 1935        | и, ф, 44 сбап                                 | 22.11.1941  |
| Мартыненко Иван Назарович       | 1915         | 1933            | 1940        | 187 окрап 15 ВА                               | 27.10.1944  |
| Мачнев Афанасий Гаврилович      | 1918         | 1937            | 1940        | 224 шад                                       |             |
| Машковцев Борис Вячеславович    | 1922         | 1940            | 1942        | 94 бап                                        | 1973        |
| Медведев Сергей Васильевич      | 17.11.1913   |                 | 1937        | 95 сбап                                       |             |
| Михайлов Леонид Васильевич      | 3.03.1906    | 1932            | 1933        | 10 сбап 41 сад                                | 4.07.1941   |
| Никишин Михаил Дмитриевич       | 1907         | 1933            | 1935        | 448 шап                                       | 1982        |
| Николаев Алексей Михайлович     | 28.09.1910   | 1932            | 1933        | 26 шап ВВС ВМФ                                | 7.11.1991   |
| Новокщенов Михаил Сергеевич     | 1907         | 1931            | 1932        | УБА ГУБП ФА ВВС КА                            |             |
| Оборин Александр Васильевич     | 1908         | 1929            | ?           | 283 иад                                       | 07.08.1944  |
| Обухов Тимофей Петрович         | 28.12.1016   | 1938            | 1939        | 133 гв. иап                                   | 26.09.1976  |
| Одинцов Михаил Петрович         | 18.11.1921   | 1938-1939       | 1940        | 155 гшап 9 гшад 2 ВА                          | 12.12.20011 |
| Панин В. И.                     |              |                 |             |                                               |             |
| Панин Павел Алексеевич          | 23.03.1909   | 1932            | 1934        | 255 иап 5 мтад ВВС СФ                         | 26.08.1943  |
| Пастревич Григорий Васильевич   | 3.05.1908    | 1932            | 1933        | 900 иап                                       |             |
| Пешков Владимир Николаевич      | 11.01.1911   |                 |             | 270 иап                                       | 8.09.1941   |
| Пискунов Василий Григорьевич    | 1919         | 1940            | 1941        | 289 шад                                       |             |
| Поспелов Павел Прохорович       | 23.05.1912   | 1938 (39)       | 1940        | 289 шап 196 шад 4 шак 4 ВА                    | 19.01.1977  |
| Пстыго Иван Иванович            | 10.04.1918   | 1936            | 1940        | 893 шап                                       | 23.03.2009  |
| Рубцов Анатолий Петрович        | 22.05 .1914  | 1936            | 1940        | 4 ап 3 ад ДД                                  | 21.08.1954  |
| Сапожников Владимир Васильевич  | 1914         | 1934            | 1937        | ф, 53 ад ДД                                   |             |
| Сафронов Сергей Иванович        | 25.08.1918   | 1938            | 1939        | 293 иап 287 иад 4 ВА                          | 29.09.1983  |
| Ситнов Валентин Егорович        | 1918         | 1938            | 1939        | ф, 22 бад ДД                                  | 20.12.1945  |
| Скобарихин Витт Фёдорович       | 25.06.1910   | 1932            | 1933        | 201 иад (10 гиад)                             | 25.08.1989  |
| Смелянский Александр Михайлович | 1910         | 1933            | 1935        | 136 гшап 1 ВА                                 |             |
| Стрельцов Виктор Сергеевич      | 13.11.1919   |                 | 1940        | 95 иап 14 сад ВВС СФ                          | 28.03.1947  |
| Суворов Родион Михайлович       | 1.04.1914    | 1939            | 1940        | 118 орап ВВС СФ                               | 9.11.2005   |
| Сугак Сергей Савельевич         | 1909         | 1934            | 1937        | 25 гв.бап ДД                                  |             |
| Тарасов Дмитрий Захарович       | 25.09.1916   | 1935            | 1938        | 21 дбап 22 дбад 4 ак дба                      | 27.06.1941  |
| Тихонов Василий Гаврилович      | 15.06.1909   | 1932            | 1933        | 7 гад ДД (18 гбад)                            | 6.09.1976   |
| Трубаченко Василий Петрович     | 10.04.1912   | 1933            | 1934        | 182 иап 59 иад                                | 19.09.1941  |
| Туровцев Василий Иванович       | 1908         | 1930            | 1933        | ф, 31 сад                                     | 1964        |
| Фёдоров Михаил Васильевич       | 05.11.1917   | 1936            |             | 12 дбап                                       | 20.01.1942  |
| Хрущёв Леонид Никитович         | 10.11.1917   | 1939            | 1940        | 18 гв.иап 303 иад                             | 11.03.1943  |
| Чекунда Степан Яковлевич        | 1922         |                 | 1943-1944   | 12 бап 334 бад                                |             |
| Чесноков Леонид Иванович        | 26.03.1920   | 1939            | 1940        | 207 окрап 5 ВА                                | 28.07.1999  |
| Чечнёва Мария Павловна          | 15.08.1922   | 1942            | 1942        | 588 апнб (46 гнбап)                           | 12.01.1984  |
| Шишкин Яков Васильевич          | 1921         | 1938            | 1940        | 728 иап                                       | 1979        |
| Шишков Михаил Фёдорович         | 17.10.1921   | 1940            | 1941        | 1 гв. мтап 8 мтад ВВС БФ                      | 5.09.2015   |
| Яковенко Леонтий Игнатьевич     | 1909         | 1929            | 1933        | ф, 68 иап                                     | 1991        |
| Якушин, Михаил Нестерович       | 17.09.1910   | 1932            | 1934        | 119-я истребительная авиаэскадрилья ВВС ЗакВО | 05.07.1999  |

## Награды
1. В августе 1937 года за первое место в ВВС РККА Наркомом обороны СССР школа награждена денежной наградой — 200 000 рублей.
2. В 1938 году в честь 20-й годовщины РККА большая группа авиаторов школы награждена орденами и медалями.
3. В 1939 году авиаторы училища вновь добились первенства в ВВС РККА. Приказом начальника Военно-Воздушных Сил РККА № 32 от 22.02.1940 года училищу было присуждено переходящее Красное Знамя ВВС РККА за победу в социалистическом соревновании летных ВУЗов по учебно-боевой подготовке в 1939 году. Нарком обороны СССР наградил 38 победителей соревнования новым знаком «Отличник РККА». Награды были торжественно вручены авиаторам на собрании училища 1 мая 1940 года.
4. В честь XX-й годовщины РККА Советское правительство наградило большую группу работников училищ. Высшей наградой Родины — ордена Ленина был удостоен старший лейтенант И. М. Андреев, без аварий и поломок налетавший более 600 часов, совершивший 1588 посадок в сложных метеорологических условиях, подготовивший в училище большой отряд умелых лётчиков.
5. За большие заслуги в подготовке высококвалифицированных летных кадров, успехи в боевой и политической подготовке Указом Президиума Верховного Совета СССР от 25 декабря 1981 года училище награждено орденом Красного Знамени.
6. За заслуги в деле защиты Советской Родины и достигнутые высокие результаты в боевой и политической подготовке в честь 50-летия Великой Октябрьской социалистической революции училище награждено памятным Знаменем ЦК КПСС, Совета Министров СССР с оставлением его на вечное хранение.

## Подготовка кадров в период с 22.06.1941 по 9.05.1945[9]
| Наименование                                 | Профиль подготовки и специализация | Срок обучения (месяцев) | Налёт на 1 человека (часов) | Выполнение плана подготовки переменного состава | Выполнение плана подготовки переменного состава | Выполнение плана подготовки переменного состава | Выполнение плана подготовки переменного состава | Выполнение плана подготовки переменного состава | Выполнение плана подготовки переменного состава | Выполнение плана подготовки переменного состава | Выполнение плана подготовки переменного состава | Выполнение плана подготовки переменного состава | Выполнение плана подготовки переменного состава | Выполнение плана подготовки переменного состава | Выполнение плана подготовки переменного состава | Выполнение плана подготовки переменного состава |
| Наименование                                 | Профиль подготовки и специализация | Срок обучения (месяцев) | Налёт на 1 человека (часов) | 1941 г. (с 22 июня)                             | 1941 г. (с 22 июня)                             | 1942 г.                                         | 1942 г.                                         | 1943 г.                                         | 1943 г.                                         | 1944 г.                                         | 1944 г.                                         | 1945 г. (до 9 мая)                              | 1945 г. (до 9 мая)                              | Всего за годы войны                             | Всего за годы войны                             | в %                                             |
| Наименование                                 | Профиль подготовки и специализация | Срок обучения (месяцев) | Налёт на 1 человека (часов) | по плану                                        | выпущено                                        | по плану                                        | выпущено                                        | по плану                                        | выпущено                                        | по плану                                        | выпущено                                        | по плану                                        | выпущено                                        | по плану                                        | выпущено                                        | в %                                             |
| Энгельская военная авиационная школа пилотов | Пилоты:                            | 6-9                     | 25-30                       |                                                 |                                                 |                                                 |                                                 |                                                 |                                                 |                                                 |                                                 |                                                 |                                                 |                                                 |                                                 |                                                 |
| Энгельская военная авиационная школа пилотов | Р-5                                |                         |                             |                                                 | 83                                              | 400                                             | 440                                             |                                                 |                                                 |                                                 | 297                                             |                                                 |                                                 | 400                                             | 820                                             | 205 %                                           |
| Энгельская военная авиационная школа пилотов | СБ                                 |                         |                             | 2020                                            | 1293                                            | 600                                             | 630                                             | 600                                             | 330                                             |                                                 | 444                                             |                                                 |                                                 | 3220                                            | 2697                                            | 83,8 %                                          |
| Энгельская военная авиационная школа пилотов | Пе-2                               |                         |                             |                                                 |                                                 | 200                                             | 197                                             | 600                                             | 286                                             | 760                                             | 287                                             | 40                                              | 25                                              | 1600                                            | 795                                             | 49,7 %                                          |
| Энгельская военная авиационная школа пилотов | Ту-2                               |                         |                             |                                                 |                                                 |                                                 |                                                 |                                                 |                                                 | 200                                             | 10                                              |                                                 |                                                 | 200                                             | 10                                              | 5,0 %                                           |
| Итого                                        | Итого                              | Итого                   | Итого                       | 2020                                            | 1376                                            | 1200                                            | 1267                                            | 1200                                            | 616                                             | 960                                             | 1038                                            | 40                                              | 25                                              | 5420                                            | 4322                                            | 79,7 %                                          |

Кроме того, в период с мая 1944 года по май 1945 года в Энгельской ВАШП подготовлено авиационных специалистов из военнослужащих иностранных армий, в том числе: югославов — 70 и поляков — 49 пилотов на самолётов Пе-2.